# Emani Fakaotimanava-Lui
Emani Fakaotimanava-Lui est un entrepreneur, joueur de rugby à sept et homme politique niuéen.

## Biographie
Il est le fils de Frank Lui, ministre des Travaux publics dans le premier gouvernement autonome niuéen dans les années 1970 puis Premier ministre de Niué de 1993 à 1999.
En 1999, Emani Fakaotimanava-Lui crée RockET Systems, une entreprise de technologies de l'information et de la communication en soutien au service Internet Niue. En 2003 il fonde Kaniu, fournisseur d'accès à Internet pour Niué. En 2007 il acquiert la compagnie Internet Niue, et donc le domaine national de premier niveau .nu. Son entreprise vend le domaine .nu, et utilise l'argent ainsi obtenu pour « fournir un accès à Internet à 13 des 14 villages de l'île, apportant ainsi à Niué le meilleur service Internet du Pacifique Sud », dont un accès gratuit au wifi à l'exception du coût d'installation,.
En 2006, il est membre de l'équipe niuéenne de rugby à sept aux Jeux du Commonwealth à Melbourne.
En 2011 sa compagnie Internet Niue et lui sont récipiendaires du fonds d'innovation de la Asia Information Society pour poursuivre le développement de l'utilisation d'Internet à Niué,. L'installation de la fibre optique pour relier Niué aux réseaux Internet d'autres pays n'étant pas envisageable car pas rentable pour un pays si petit (environ 1 400 habitants en 2011), Niué dépend d'un accès à Internet par satellite, moins rapide. Emani Fakaotimanava-Lui espère néanmoins que l'accès facile à Internet qu'offre son entreprise permettra d'attirer des entreprises privées à Niué, et ainsi d'enrayer l'émigration dont souffre le pays, les Niuéens ayant un droit d'installation en Nouvelle-Zélande. 
Il se présente aux élections législatives niuéennes de 2023 et est largement élu député au Parlement de Niué,. Le 12 mai, il est nommé adjoint à la ministre des Ressources naturelles Mona Ainu’u dans le gouvernement de Dalton Tagelagi.